# تئاتر استیون سوندهایم
تئاتر استیون سوندهایم (انگلیسی: Stephen Sondheim Theatre) یک سالن تئاتر تحت مدیریت شرکت تئاتر رانداباوت در شهر نیویورک، آمریکا است.
این تئاتر که در سال ۱۹۱۸ تأسیس شده در منطقه تئاتر برادوی قرار دارد و دارای ۱۰۵۵ نفر ظرفیت است.